# Xiphosomella setoni
Xiphosomella setoni är en stekelart som beskrevs av Johnson 1969. Xiphosomella setoni ingår i släktet Xiphosomella och familjen brokparasitsteklar. Inga underarter finns listade i Catalogue of Life.